# イーロ・ランタラ
イーロ・ランタラ（Iiro Rantala、1970年1月19日 - ）は、フィンランドのジャズ・ピアニスト。フィンランドのジャズ・トリオであるトリオ・トウケアットにおいてピアニスト、作曲家として活動。クラシック曲も作曲している。

## 来歴
1970年にフィンランド・ヘルシンキで生まれる。シベリウス音楽院のジャズ学科でピアノを学び、1991年から2年間、マンハッタン音楽学校でクラシックピアノを学ぶ。2008年に解散したフィンランドのジャズ・トリオ、トリオ・トウケアット（Trio Töykeät）のピアニスト。クラシックの代表的な作品は『Concerto for Piano and Concerto in G♯ΔA♭』。
2008年にイーロ・ランタラ・ニュー・トリオ（Iiro Rantala New Trio）を結成、デビュー・アルバム『Elmo』を発売。

## ディスコグラフィ

### リーダー・アルバム
- Concerto for Piano and Orchestra in G♯ΔA♭ (2006年、Ondine) ※Rantala & Tapiola Sinfonietta名義
- Elmo (2008年、Rockadillo) ※Iiro Rantala New Trio名義
- Subterráneo (2009年、Liverace) ※with Pekka Kuusisto
- Lost Heroes (2011年、ACT) ※ソロ・ピアノ
- My History of Jazz (2012年、ACT) ※ソロ・ピアノ
- Anyone with a Heart (2014年、ACT) ※Iiro Rantala String Trio名義
- My Working Class Hero (2015年、ACT)
- How Long Is Now? (2016年、ACT)
- Good Stuff (2017年、ACT)
- My Finnish Calendar (2019年、ACT)

### トリオ・トウケアット
- Päivää (1990年、Sonet)
- G'day (1993年、Emarcy) ※上記アルバムの国際盤
- Jazzlantis (1995年、Emarcy)
- Rappiolla (1997年)
- Sisu (1997年、PolyGram Emarcy)
- 『キューダス』 - Kudos (2000年、Universal Music Group)
- Music! (2002年、BIS)
- 『ハイ・スタンダーズ』 - High Standards (2003年、EMI Blue Note)
- Wake (2005年、EMI Blue Note)
- One Night in Tampere (2007年、EMI Blue Note)

### Big Bad Family
- Big Bad Family (1988年、Kompass)

### Tango Kings
- Tango Kings (1995年、Big World)

### SaloRantala Soi
- SaloRantala Soi! (2003年、Johanna Kustannus)